# Veniliornis frontalis
Veniliornis frontalis là một loài chim trong họ Picidae.